# عنكاوا
عنكاوا (بالكردية: عەنکاوە، Enkawa)، (بالسريانية: ܥܢܟܒܐ)‏ مدينة عراقية، تقع شمال العراق ضمن منطقة إقليم كردستان العراق في محافظة أربيل شمال غرب مدينة أربيل، يبلغ تعداد سكانها حوالي 30 الف نسمة، معظم سكانها كلدان من أتباع الكنيسة الكلدانية الكاثوليكية. تتميز بوجود العديد من الكنائس الحديثة والقديمة كما تتميز بوجود مطاعم ومرافق سياحية أخرى. تحولت عنكاوا إلى مركز جذب للمهجرين المسيحيين من المناطق الساخنة في العراق بعد احتلال العراق عام 2003 وذلك للاستقرار النسبي الذي تتمتع به البلدة ولتركيبتها السكانية المتميزة حيث أن الغالبية العظمى من سكانها مسيحيون. وهي مقر كنيسة المشرق الآشورية منذ عام 2014.

## التحويل إلى قضاء
عنكاوا هي مركز ناحية تابعة لقضاء أربيل، وفي يوم 4 تشرين الأول سنة 2021، زار مسرور بارزاني عنكاوا وقال «انه سعيد بزيارة عنكاوا التي أصبحت مركزاً مهماً للتعايش الديني والاجتماعي، ومركزاً للكثير من الاخوة والاخوات المسيحيين الذين تركوا مناطقهم في العراق وقدموا إلى عنكاوا وسكنوا فيها...عنكاوا تعد واحدة من البلدات التي تتوسع وتشهد مزيداً من التقدم يوماً بعد آخر...نودّ من هنا أن نعلن باسم الحكومة، بتوصية وزير الداخلية ومحافظ اربيل ومجلس المحافظة لتحويل ناحية عنكاوا إلى قضاء، ليتمكنوا من تقديم أفضل الخدمات لساكنيه في جميع المجالات».

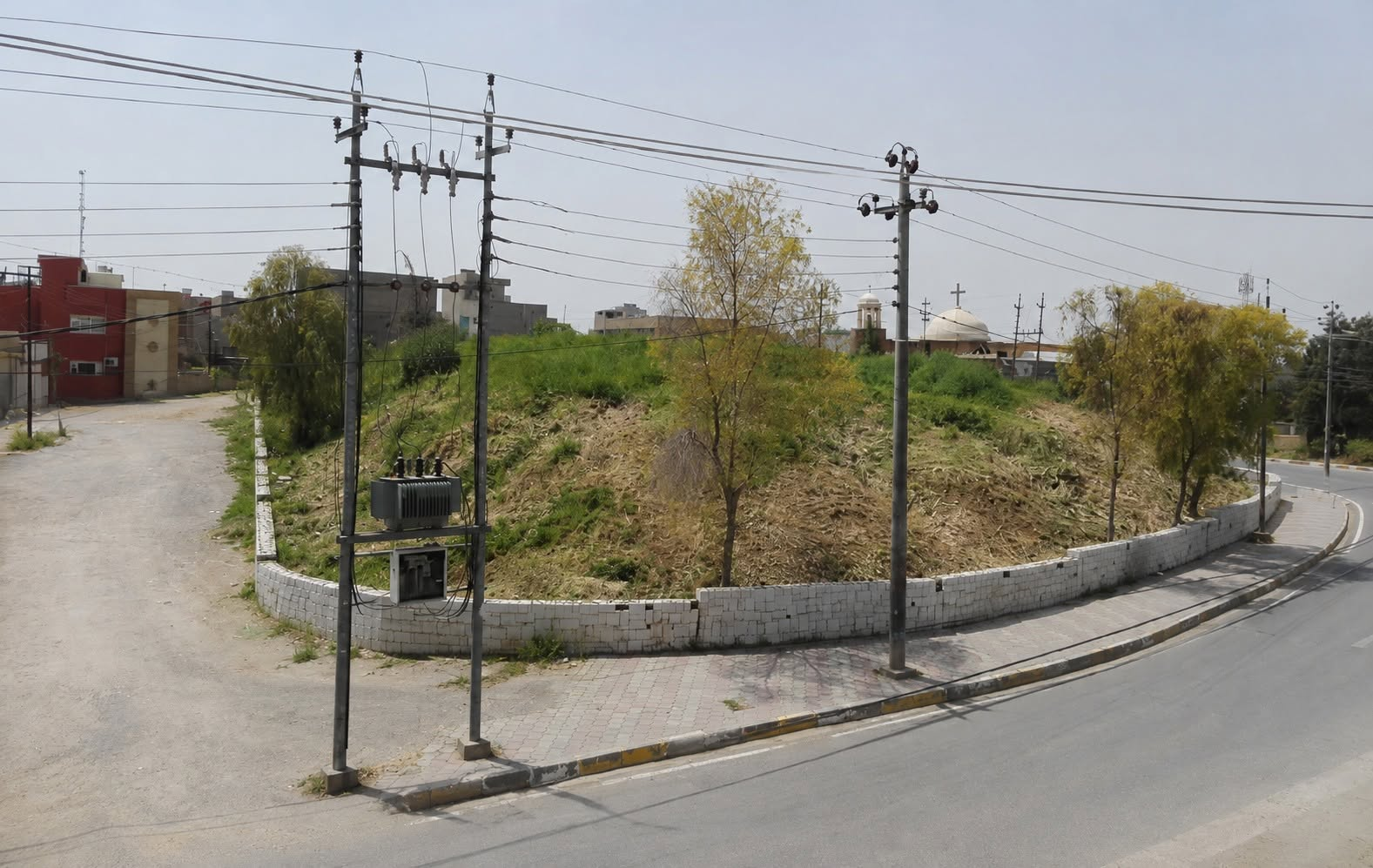
تل قصرا الأثري في عنكاوا

## أعلام
- باسل كوركيس
- ريبين سولاقا

## وصلات خارجية
- موقع بيث عنكاوا
- منتديات بلدة عنكاوا
- موقع عنكاوا